# Englische Badmintonmeisterschaft 1997
Die Englische Badmintonmeisterschaft 1997 fand vom 31. Januar bis zum 2. Februar 1997 im Norwich Sports Village in Norwich statt. Es war die 34. Austragung der nationalen Titelkämpfe von England im Badminton. Die schwangere Joanne Goode gewann den Titel im Mixed.

## Medaillengewinner
| Disziplin    | Gold                       | Silber                           | Bronze                            |
| ------------ | -------------------------- | -------------------------------- | --------------------------------- |
| Herreneinzel | Peter Knowles              | Steffan Pandya                   | Peter Bush                        |
| Herreneinzel | Peter Knowles              | Steffan Pandya                   | Richard Doling                    |
| Dameneinzel  | Julia Mann                 | Joanne Muggeridge                | Justine Willmott                  |
| Dameneinzel  | Julia Mann                 | Joanne Muggeridge                | Tracey Hallam                     |
| Herrendoppel | Chris Hunt Simon Archer    | Nick Ponting John Quinn          | James Anderson Ian Pearson        |
| Herrendoppel | Chris Hunt Simon Archer    | Nick Ponting John Quinn          | Julian Robertson Nathan Robertson |
| Damendoppel  | Nichola Beck Joanne Davies | Julie Bradbury Joanne Muggeridge | Joanne Goode Gillian Gowers       |
| Damendoppel  | Nichola Beck Joanne Davies | Julie Bradbury Joanne Muggeridge | Emma Chaffin Sarah Hardaker       |
| Mixed        | Simon Archer Joanne Goode  | Chris Hunt Donna Kellogg         | Nick Ponting Julie Bradbury       |
| Mixed        | Simon Archer Joanne Goode  | Chris Hunt Donna Kellogg         | James Anderson Gillian Gowers     |

## Finalergebnisse
| Disziplin    | Sieger                     | Finalist                         | Ergebnis    |
| ------------ | -------------------------- | -------------------------------- | ----------- |
| Herreneinzel | Peter Knowles              | Steffan Pandya                   | 15–1, 15–1  |
| Dameneinzel  | Julia Mann                 | Joanne Muggeridge                | 12–11, 11–4 |
| Herrendoppel | Chris Hunt Simon Archer    | John Quinn Nick Ponting          | 15–6, 15–4  |
| Damendoppel  | Nichola Beck Joanne Davies | Joanne Muggeridge Julie Bradbury | 15–9, 15–4  |
| Mixed        | Simon Archer Joanne Goode  | Chris Hunt Donna Kellogg         | 15–5, 15–2  |